# بازوم
بازوم (به ارمنی: Բազում) یک شهر در ارمنستان است که در استان لوری واقع شده‌است. در کیلومتری شمال وانادزور، مرکز استان لوری واقع شده‌است.

## خصوصیات
بازوم ۱٬۲۱۰ نفر
جمعیت دارد و در ارتفاع متر بالاتر از سطح دریا قرار گرفته‌است.

## جاذبه‌های تاریخی

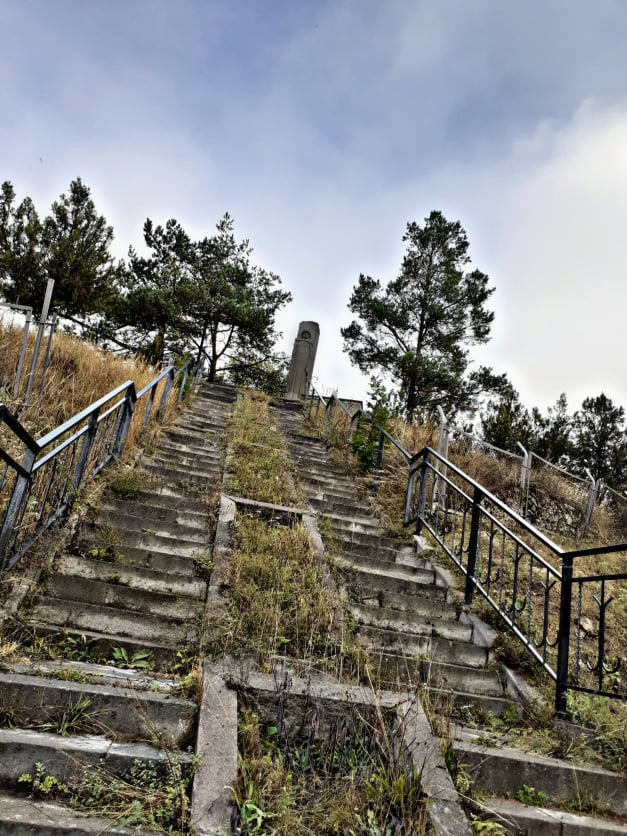
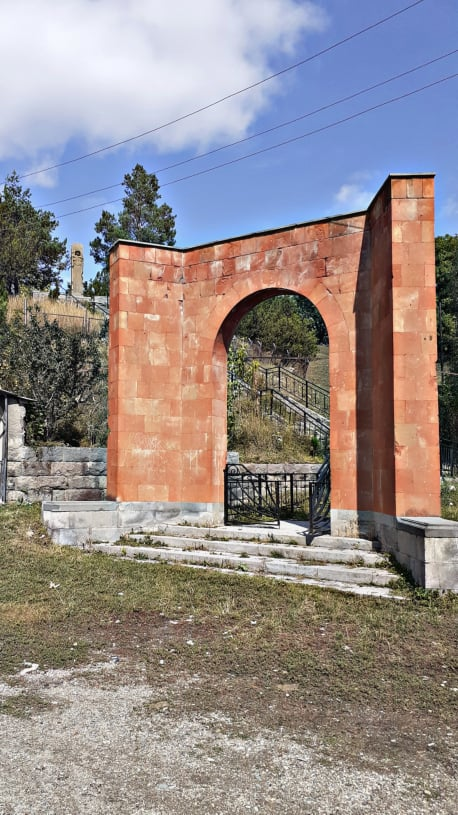